# 岡本充史
岡本 充史（おかもと あつし、1986年7月25日 - ）は、日本の映画監督､テレビドラマ演出家。大阪府堺市出身。関西学院大学卒。

## 監督作品
- フレネミー 〜どぶねずみの街〜(2013年7月3日-9月18日)
- 平成舞祭組男（2014年10月19日-2015年1月4日)
- 節約ロック(2019年1月21日-3月25日)
- ブラック校則
- メンズ校

| スタブアイコン | サブスタブ | この項目は、まだ閲覧者の調べものの参照としては役立たない、人物に関連した書きかけの項目です。この項目を加筆・訂正などしてくださる協力者を求めています（P:人物伝/PJ:人物伝）。 |